# Hopea jacobi
Hopea jacobi är en tvåhjärtbladig växtart som beskrevs av C. E. C. Fischer. Hopea jacobi ingår i släktet Hopea och familjen Dipterocarpaceae. Inga underarter finns listade i Catalogue of Life.